# San Salvatore Monferrato
San Salvatore Monferrato (piemontesisch San Salvador) ist eine Gemeinde in der italienischen Provinz Alessandria (AL), Region Piemont.

## Lage und Einwohner
San Salvatore Monferrato liegt 11 km nordwestlich von der Provinzhauptstadt Alessandria auf einer Höhe von 205 m über dem Meeresspiegel. Das Gemeindegebiet umfasst eine Fläche von 31,64 km² und liegt nahe der Autostrada A26. Die Gemeinde besteht aus den Ortsteilen Fosseto, Piazzolo, Salcido, Valdolenga, Valparolo, Frescondino und San Salvatore Monferrato, die zusammen 4017 (Stand 31. Dezember 2023) Einwohner haben.
Die Nachbargemeinden sind Alessandria, Castelletto Monferrato, Lu e Cuccaro Monferrato, Mirabello Monferrato, Quargnento und Valenza.

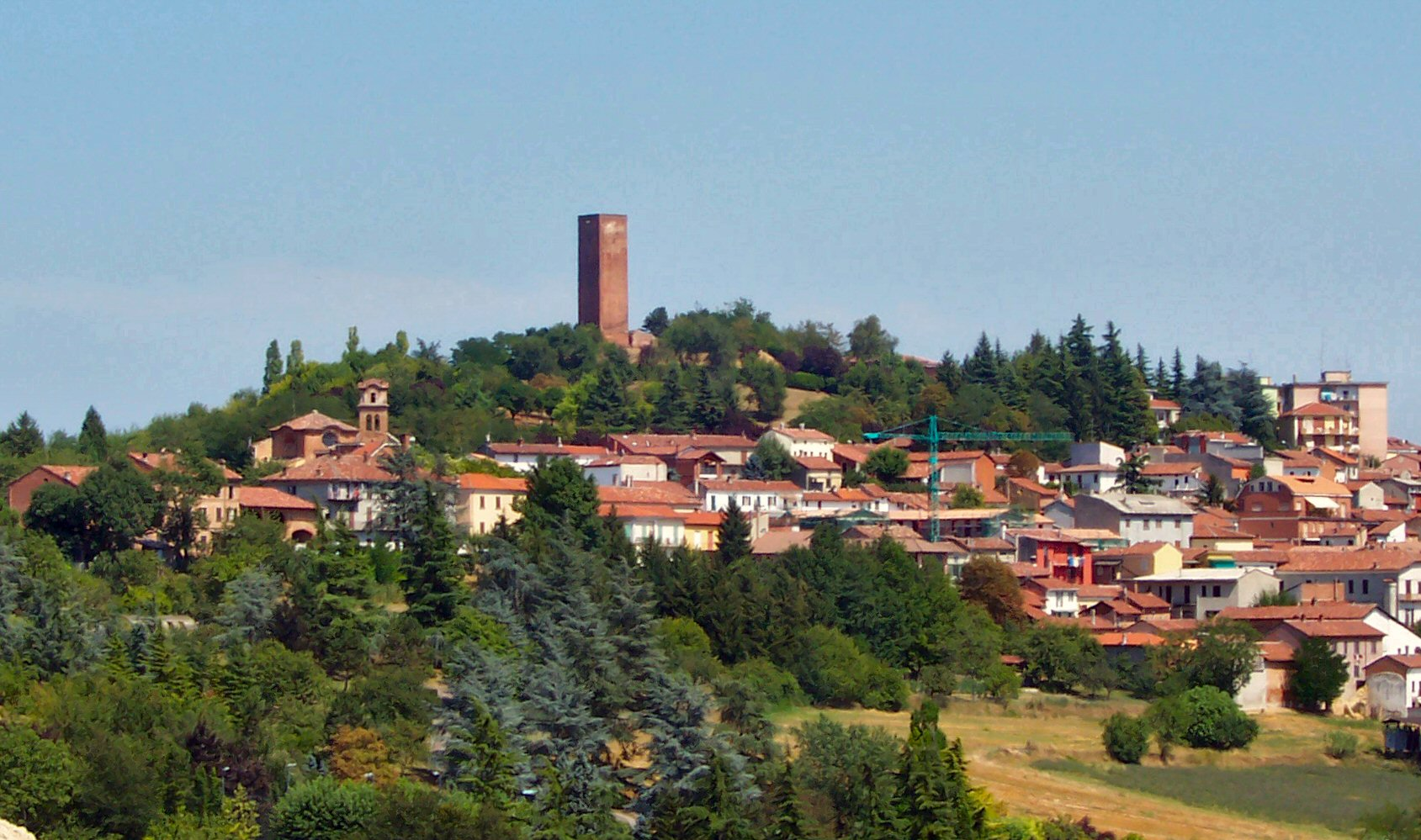
Panorama von San Salvatore

## Geschichte

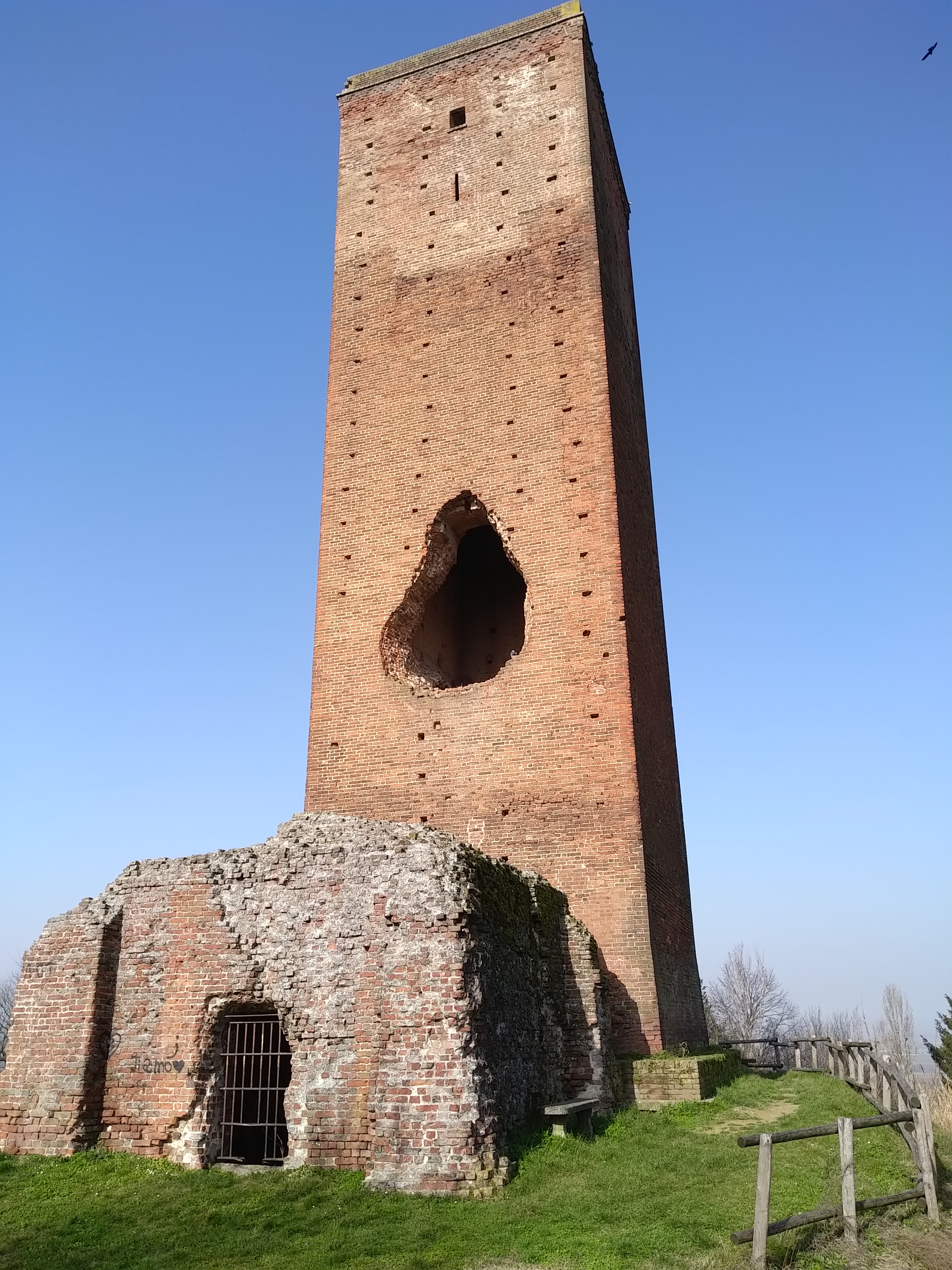
Der Turm Paleologa

Der Ortsname könnte eine Ableitung des antiken Villa ad Vites, das später „Villa Forte“ genannt wurde sein. Die ersten sicheren Bescheinigungen stammen aus dem Jahr 1191 und die aufgezeichneten Formen sind Castrum San Salvatore, Locus San Salvatoris und Villa San Salvatoris. Der aktuelle Zusatz Monferato scheint bereits 1476 verwendet worden zu sein, wie aus einem Dokument über San Salvatoris Montisferrati hervorgeht.
Die Ursprünge der Siedlung reichen bis in die Römerzeit zurück. Jüngste Studien haben jedoch gezeigt, dass die ersten historischen Informationen nicht aus der Zeit vor 1191 stammen, als der Marquis Oberto seine lokalen Besitztümer dem Bischof von Asti übergab. Im Jahr 1164 wurde es von Friedrich I. Barbarossa dem Markgrafen Guglielmo del Monferrato geschenkt. Ungefähr dreißig Jahre später übergaben es die Markgrafen von Monferrato aus dem Occimiano-Zweig der Gemeinde Alessandria, unter deren Gerichtsbarkeit es blieb, bis Bonifatius del Monferrato es zurückeroberte.
Im Jahr 1199 wurde es als Pfand an die Gesandten von Mailand für den erfolgreichen Ausgang der Verhandlungen verkauft, die der Markgraf von Monferrato mit ihnen führte. In den Jahren 1248 und 1265 wurde es von den Alexandrinern schwer geplündert und kämpfte bis zum Ende des 13. Jahrhunderts gegen sie. Im Jahr 1290 wurde es vollständig zerstört und der Markgraf Wilhelm VII. von Monferrato wurde vom gemeinsamen Feind gefangen genommen.
Im Jahr 1514 unternahm Gaspare Stampa auf Befehl der Sforza einen blutigen Einfall und 1555 wurde die Burg zerstört, damit sie von den Spaniern nicht für militärische Zwecke genutzt werden konnte. Nach den harten Kämpfen der Erbfolgekriege ging es in die Hände der Familie Savoyen über und 1859, während des zweiten Unabhängigkeitskrieges, wählte Viktor Emanuel II. es zu seinem Hauptquartier und beobachtete von seinem Turm aus die Bewegungen der Österreicher, die versuchten den Po überqueren.

## Sehenswürdigkeiten
- Die Pfarrkirche San Martino, die Ende des 15. Jahrhunderts erbaut wurde.
- Die Kirche San Siro, erbaut im 13. Jahrhundert.
- Der 24 Meter hohe Turm von San Salvatore, der von Theodor II. Paleologus, von 1410 bis 1413, als Aussichtspunkt erbaut wurde. Er hat unten ein großes, birnenförmige, etwa drei Meter großes Loch. Das große Loch entstand nicht durch feindliches Kanonenfeuer, sondern stellt die Überreste des Eingangstors zum Turm dar. Die Mauern sind bis zu 2 Meter dick. Zu seinen Füßen, etwa anderthalb Meter voneinander entfernt, befindet sich eine weitere etwa fünf Meter hohe Konstruktion mit gleichgroßen Seitenwänden, eine Art großer, ursprünglich vergrabener Würfel, der als Wassertank für die Wachposten diente. Der Turm wurde nicht zu Angriffs- oder Verteidigungszwecken gebaut, sondern als Beobachtungs- und Signalpunkt.[3]
- Das Heiligtum der Madonna del Pozzo.
- Die Gärten der Villa Genova, die sich über etwa 10.000 m² erstrecken.

## Kulinarische Spezialitäten
Bei San Salvatore Monferrato werden Reben der Sorte Barbera für den Barbera d’Asti, einen Rotwein mit DOCG Status, sowie für den Barbera del Monferrato angebaut.

## Gemeindepartnerschaft
- Agerola, seit 2011